# Finlande aux Jeux olympiques d'hiver de 1936
La Finlande a participé aux Jeux olympiques d'hiver pour la quatrième fois aux Jeux olympiques d'hiver de 1936 à Garmisch-Partenkirchen y remportant 6 médailles (1 en or, 2 en argent et 3 en bronze), se situant à la quatrième place des nations au tableau des médailles.

## Liste des médaillés finlandais

### Médailles d'or
| Sport              | Discipline       | Sportifs                                                | Performance |
| Médailles d'or : 1 |                  |                                                         |             |
| Ski de fond        | Relais 4 × 10 km | Sulo Nurmela Klaes Karppinen Matti Lähde Kalle Jalkanen | 19,375 pts  |

### Médailles d'argent
| Sport                  | Discipline | Sportifs        | Performance   |
| Médailles d'argent : 2 |            |                 |               |
| Patinage de vitesse    | 5 000 m    | Birger Wasenius | 8 min 23 s 3  |
| Patinage de vitesse    | 10 000 m   | Birger Wasenius | 17 min 28 s 2 |

### Médailles de bronze
| Sport                   | Discipline | Sportifs        | Performance     |
| Médailles de bronze : 3 |            |                 |                 |
| Patinage de vitesse     | 5 000 m    | Birger Wasenius | 2 min 20 s 9    |
| Patinage de vitesse     | 5 000 m    | Antero Ojala    | 8 min 30 s 1    |
| Ski de fond             | 18 km      | Pekka Niemi     | 1 h 16 min 59 s |